# Boeing XB-56
Boeing B-56 là một đề xuất của hãng Boeing về một phiên bản lắp động cơ khác dành cho mẫu máy bay ném bom tầm trung động cơ phản lực B-47 Stratojet.

## Biến thể
XB-56
RB-56A

## Tính năng kỹ chiến thuật (XB-56)
Đặc tính tổng quát
- Kíp lái: 3
- Chiều dài: 107 ft 1 in (32,64 m)
- Sải cánh: 116 ft 0 in (35,36 m)
- Chiều cao: 28 ft 0 in (8,53 m)
- Diện tích cánh: 1.428 foot vuông (132,7 m2)
- Động cơ: 4 × Allison YJ71-A-5 kiểu turbojet